# ۲۳ ذی‌القعده
۲۳ ذیقعده، بیست و سومین روز از ماه ذیقعده در تقویم هجری قمری است.
در تقویم هجری قمری قراردادی این روز سیصد و هجدهمین روز سال است.

## مناسبت‌ها
- روز زیارتی مخصوص علی بن موسی‌الرضا[۱]

## وقایع
- وقوع غزوهٔ «بنی قُرَیظه» به فرماندهی پیامبر اسلام (۵ ق)

## زادگان
- «ابن نَجّار» مورخ، محدث، رجالی و ادیب مسلمان (۵۷۸ ق)

## درگذشتگان
- «زبیر بن بکار» از علمای مدینه و قاضی مکه (۲۵۶ ق)